# Macrozamia douglasii
Macrozamia douglasii W.Hill ex F.M.Bailey, 1883 è una pianta appartenente alla famiglia delle Zamiaceae, endemica dell'Australia.

## Descrizione
È una cicade con fusto  solitamente sotterraneo, talora emergente sino a 60 cm, e con diametro di 40-70 cm.
Le foglie, pennate, lunghe 2-2,5 m, sono disposte a corona all'apice del fusto, erette o lievemente arcuate, sostenute da un picciolo lungo 40-60 cm, rigonfio e densamente tomentoso alla base; ogni foglia è composta da 60-100 paia di foglioline lanceolate, lunghe mediamente 25-38 cm, con margine intero e con una caratteristica callosità basale biancastra, di colore verde scuro brillante sulla pagina superiore, più chiare su quella inferiore, inserite sul rachide con un angolo di circa 40°. Le 4-8 foglioline basali sono ridotte a spine.
È una specie dioica con esemplari maschili che presentano 1-3 coni terminali peduncolati, di forma cilindrica, di colore verde, lunghi 20-35 cm e larghi 5-7 cm ed esemplari femminili con coni solitari di forma ovoidale, lunghi 35-50 cm, e larghi 15-18 cm.
I semi sono grossolanamente ovoidali, lunghi 35-40 mm, ricoperti da un tegumento di colore dall'arancio al rosso.

## Distribuzione e habitat
L'areale di questa specie è ristretto all'isola di Fraser e alle adiacenti aree costiere di Cooloola, a nord di Noosa, nel Queensland orientale (Australia).
Cresce su suoli sabbiosi di dune costiere, lungo le rive di torrenti e sui margini della foresta pluviale, dal livello del mare sino a 150 m di altitudine.

## Conservazione
La IUCN Red List classifica M. douglasii come specie a rischio minimo (Least Concern).

La specie è inserita nella Appendice II della Convention on International Trade of Endangered Species (CITES).